# Friedenskirche (Marchtrenk)

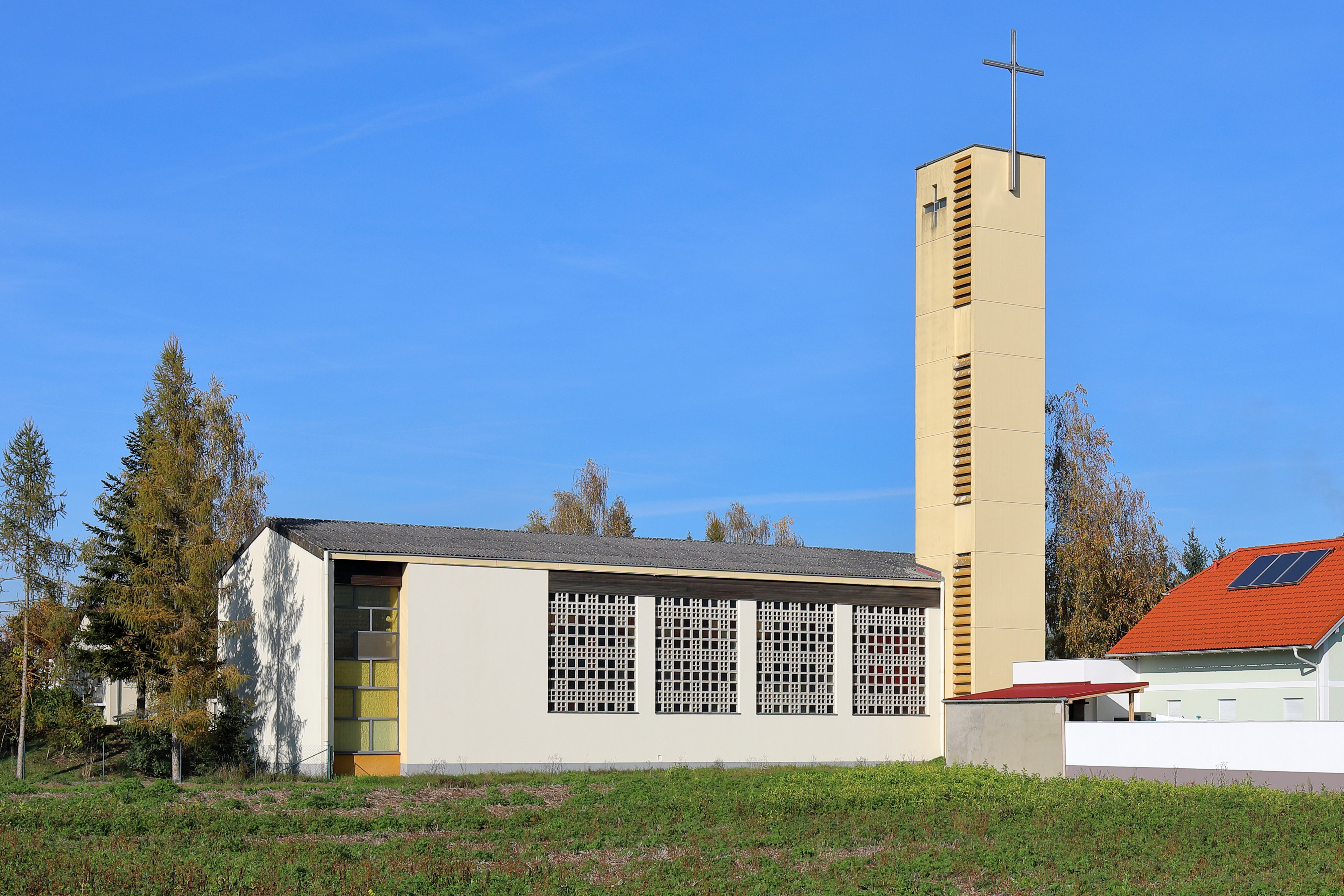
Ansicht von Süden

Die Friedenskirche ist die evangelische Pfarrkirche in der Gemeinde Marchtrenk im Bezirk Wels-Land in Oberösterreich. Die Pfarrgemeinde gehört zur Superintendentur Oberösterreich der Evangelischen Kirche A. B. in Österreich.

## Geschichte
Bis 1945 besuchten evangelische Christen aus Marchtrenk den Gottesdienst in den Nachbargemeinden Wels, Thening und Scharten. Nach dem Zweiten Weltkrieg stieg die evangelische Bevölkerung in Marchtrenk insbesondere durch Zuzug von Vertriebenen stark an. Die Gläubigen wurden von der evangelischen Pfarrgemeinde Wels betreut, Gottesdienste fanden in verschiedenen profanen Sälen in Marchtrenk statt. Nach dem Kauf eines Grundstücks im Jahr 1956 fand 1957 der Spatenstich zum Bau eines Pfarrhauses mit Gemeindesaal statt, die 1959 eingeweiht wurden. Am 1. Juli 1961 wurde die  Predigtstation Marchtrenk zur selbständigen Evangelischen Pfarrgemeinde A.B. erhoben. Am 26. Mai 1968 wurde der Grundstein zum Bau der Friedenskirche gelegt, die am 21. Juni 1970 eingeweiht wurde.

## Architektur und Innenausstattung
Die schlichte, mit einem Satteldach gedeckte Saalkirche hat einen offenen, mit Holz vertäfelten Dachstuhl. Das Sgraffito der straßenseitigen Giebelfassade erinnert mit der Sonne und den Sieben Chören der Engel an den Paul-Gerhardt-Vers „Die Sonne, die mir lachet, ist mein Herr Jesus Christ, das, was mich singen machet, ist was im Himmel ist“ (Evangelisches Gesangbuch 351, 13). Flankiert wird die Frontseite von einem campanileartigen Glockenturm.
Beleuchtet wird der Saal durch ein entlang der Decke verlaufendes Fensterband an der einen und vier Glasfenster, die durch ein geometrisches Muster gegliedert sind, auf der gegenüberliegenden Seite. Alle Fenster sind mit einem Kreuzmotiv versehen, die sich in der Farbkomposition voneinander unterscheiden und denen verschiedene symbolische Bedeutungen zugeschrieben werden.
Die Orgel auf der Empore ist ein Instrument von Orgelbau Kögler aus dem Jahr 1990. Ihre Disposition lautet:
| Hauptwerk C–g3 |        |
| Principal      | 8′     |
| Coppel         | 8′     |
| Octave         | 4′     |
| Rohrflöte      | 4‘     |
| Quinte         | 3′     |
| Octav          | 2‘     |
| Terz           | 1 3⁄5' |
| Mixtur IV      |        |
| Trompete       | 8‘     |

| Brustwerk C–g3 |                |
| H. Gedackt     | 8′             |
| Holzflöte      | 4′             |
| Sesquialter    | 2 ⁄3' + 1 3⁄5' |
| Waldflöte      | 2′             |
| Sifflöte       | 1′             |

| Pedal C–f1      |     |
| Subbass         | 16′ |
| Octavbaß        | 08' |
| Octavbaß        | 04' |
| Rauschpfeife IV |     |
| Fagott          | 16' |
| Posaune         | 08' |

- Koppeln: II/I, I/P, II/P.